# آتش‌سوزی جنگل‌های استرالیا (۲۰-۲۰۱۹)
آتش‌سوزی فصلی جنگل‌های استرالیا (۲۰–۲۰۱۹) (آتش‌سوزی جنگل‌های استرالیا) یک آتش‌سوزی حیات وحش در استرالیا است که بخش‌های جنوب شرق استرالیا که شامل ایالت نیو ساوت ولز، استرالیای جنوبی، ویکتوریا، کویینزلند و استرالیای غربی را دربرگرفته بود. این آتش‌سوزی، جان ۲۰ نفر را در ایالت نیو ساوت ولز استرالیا گرفت. همچنین وسعت این آتش‌سوزی تا تاریخ ششم ژانویه ۲۰۲۰، ۸٫۴ میلیون هکتار (۸۴ هزار کیلومتر مربع) تخمین زده شده‌است. این آتش‌سوزی همچنین خشم عمومی در استرالیا نسبت به سیاست‌های تغییرات آب و هوایی اسکات موریسون نخست‌وزیر استرالیا برانگیخت

## تلفات آتش‌سوزی
1. انسانی: ۲۸ نفر (۲۵ شهروند و ۳ آتش‌نشان) و ۴۱ آتش‌نشان مصدوم با صدمات غیرکشنده
2. گیاهی و جانوری: مرگ یک میلیارد جانور و انقراض بیش از ۳۰ گونه گیاهی و جانوری
3. ساختمان: نابودی بیش از ۵٬۹۰۰ بنا و حداقل ۱۰۰ هزار نفر آواره
4. منطقه سوخته شده: بیش از ۱۰۷٬۰۰۰ کیلومترمربع (بیش از ۱/۵ درصد کل مساحت استرالیا)

| State / territory                                   | Fatalities | Homes lost | Area (estimated) | Area (estimated) | Notes |
| State / territory                                   | Fatalities | Homes lost | ha               | acres            | Notes |
| --------------------------------------------------- | ---------- | ---------- | ---------------- | ---------------- | --- |
| سرزمین شمالیNorthern Territory                      | 0          | 5          | ۶٬۸۰۰٬۰۰۰        | ۱۶٬۸۰۰٬۰۰۰       | Area, includes mainly scrub fires, which are within the normal range of area burnt by bushfires each year; homes |
| ولز جنوبی جدیدNew South Wales                       | 26         | 2,448      | ۵٬۵۰۰٬۰۰۰        | ۱۳٬۶۰۰٬۰۰۰       | Area; fatalities; homes                                                                                          |
| کوییزلند Queensland                                 | 0          | 48         | ۲٬۵۰۰٬۰۰۰        | ۶٬۱۸۰٬۰۰۰        | Area, includes scrub fires; homes                                                                                |
| استرالیای غربی Western Australia                    | 0          | 1          | ۲٬۲۰۰٬۰۰۰        | ۵٬۴۴۰٬۰۰۰        | Area, includes scrub fires; homes                                                                                |
| ویکتوریاVictoria                                    | 5          | 396        | ۱٬۵۰۰٬۰۰۰        | ۳٬۷۱۰٬۰۰۰        | Area; fatalities; homes                                                                                          |
| استرالیای جنوبی South Australia                     | 3          | 151        | ۴۹۰٬۰۰۰          | ۱٬۲۱۰٬۰۰۰        | Area; fatalities; homes (KI:65) (AH:86)                                                                          |
| منطقه پایتختی استرالیا Australian Capital Territory | 0          | 0          | ۸۶٬۴۶۴           | ۲۱۳٬۶۶۰          | Area |
| تاسمانی Tasmania                                    | 0          | 2          | ۳۶٬۰۰۰           | ۸۹٬۰۰۰           | Area; homes |
| Total                                               | ۳۴         | ۳٬۵۰۰+     | ۱۸٬۷۳۶٬۰۷۰       | ۴۶٬۳۰۰٬۰۰۰       | Total area estimate as of 13 February 2020; current figure may be more                                           |

از اکتبر سال ۲۰۱۹ تا ششم ژانویه سال ۲۰۲۰ تعداد ۲۵ نفر در این آتش‌سوزی جان خود را از دست داده‌اند که بیشتر این افراد ساکن ایالت نیو ساوت ولز بوده‌اند. همچنین این آتش‌سوزی باعث نابودی ۸٬۴ میلیون هکتار از پوشش گیاهی استرالیا شده‌است.
در این آتش‌سوزی ۱۵۵٬۰۰۰ هکتار از زمین‌های جزیره کانگورو در استرالیا سوخت. این جزیره که میزبان بخش عظیمی از حیات وحش در معرض آسیب استرالیا است و به گالاپاگوس استرالیا معروف است یکی از زیستگاه‌های کوآلا در استرالیا می‌باشد. زیست‌شناسان به علت سرعت کم حرکت کوآلا نگرانی جدی نسبت به در خطر قرار گرفتن جان این جانور دارند. آن‌ها تخمین می‌زنند تاکنون جان ۲۵ هزار کوآلا در این آتش‌سوزی از بین رفته‌است.
همچنین زیست‌شناسان نگرانی‌های زیادی نسبت به به خطر افتادن جان کیسه‌داران در معرض خطر دیگری نظیر ریزموش‌ها و طوطی‌کاکلی سیاه براق دارند. نزدیک دو دهه است که دانشمندان و دوستداران حیات وحش تلاش کرده‌اند که تعداد این طوطی‌ها که یکی از زیرگونه‌های منحصر به فرد در استرالیا است را از ۱۵۰ عدد در دهه ۹۰ میلادی به ۴۰۰ عدد برسانند.
با ادامه آتش‌سوزی گسترده در استرالیا، نیم میلیارد جانور در جنگل‌های این کشور که زیستگاه‌هایی از ۲۴۴ گونه جانوری است، از بین رفتند. برآوردها نشان می‌دهد تقریباً نیم میلیارد (۴۸۰ میلیون) حیوان در آتش‌سوزی مناطق مختلف استرالیا کشته شده‌اند. گونه‌های جانوری که کمتر تحرک دارند و به جنگل وابسته هستند بیشتر در معرض خطر هستند. بیشترین آتش‌سوزی‌ها در ایالت ویکتوریا بوده و افزایش دما، بادهای قوی و گردباد وضعیت خطرناکی را در این ایالت ایجاد کرده‌است. انقراض بیش از ۳۰ گونه گیاهی و جانوری، کشته شدن ۲۳ تن بر اثر این حریق هولناک و همچنین از دست رفتن حدود ۶ میلیون هکتار جنگل ابعاد فاجعه را نشان می‌دهد. فاجعه‌ای که تنها مساحتی حدود وسعت کشور بلژیک یا گرجستان را از جنگل‌های کره خاکی حذف کرده‌است.
جمعیت کیسه‌داران کوچک موسوم به ریزموش‌ها و همچنین طوطی‌کاکلی سیاه براق براق در آتش‌سوزی‌های اخیر از بین رفته‌اند. هرچند بوم‌شناسان امیدوارند بتوانند تعدادی از این جانوران را پیدا کرده و پیش از آنکه به‌طور کامل از بین بروند، نجات دهند. به گفته کارشناسان، حیوانات بزرگ مانند کانگوروها والبته بسیاری از پرندگان قادر به فرار کردن و دور شدن از آتش هستند اما گونه‌های جانوری با تحرک کمتر و گونه‌های کوچک‌تر که به جنگل وابستگی بیشتری دارند، بیشتر در معرض خطر هستند. کارشناسان تأکید کردند این گونه جانوری بسیار ریز جثه‌تر از آن است که قادر باشد خود را از میان آتش نجات دهد و ممکن است تمامی ۳۰۰ ریزموش در جزیره کانگورو از بین رفته باشند.

## واکنش‌های داخلی

### اسکات موریسون
انتقادها به اسکات موریسون به دلیل بی‌توجهی وی نسبت به هشدارهای فرماندهان آتش‌نشانی چند هفته قبل از وقوع آتش‌سوزی شروع شد و زمانی که وی در اوج آتش‌سوزی خانواده خود را برای تعطیلات سال نو میلادی به هاوایی برد به اوج خود رسید. همچنین یک ویدیوی تبلیغاتی که وی در صفحه فیسبوک خود منتشر کرد خشم مردم استرالیا را برانگیخت. در این ویدیو وی این قول را داده بود که از تمام ظرفیت دفاعی استرالیا شامل ناوهای دریایی و دیگر ادوات برای کمک به ایالت‌ها جهت خاموش کردن آتش استفاده خواهد کرد. او بعداً از انتشار این ویدیوی تبلیغاتی دفاع کرد و گفت این ویدیو از طرف حزب لیبرال استرالیا نیست و فقط جهت اطلاع جامعه بوده‌است.

### راسل کرو
راسل کرو سخنرانی خود در مراسم گلدن گلوب سال ۲۰۲۰ را به درخواست به توجه بیشتر به این آتش‌سوزی و توجه به مسئله بحران تغییرات آب و هوایی اختصاص داد. وی گفت آتش‌سوزی استرالیا ریشه در تغییرات آب و هوایی دارد و همچنین گفت ما نیاز داریم به رفتار مبتنی بر علم و استفاده از انرژی‌های تجدید پذیر و به طبیعت احترام بیشتر بگذاریم.

## واکنش‌های خارجی

### نیوزلند
جاسیندا آردرن نخست‌وزیر نیوزلند به همراه دیگر کشورهای همسایه استرالیا به این کشور پیشنهاد دادند که نیروی نظامی خود را جهت کمک به استرالیا روانه این کشور کنند.